# Georg Paul Max Dittrich
Max Dittrich (* 9. September 1864 in Görlitz; † 5. Juni 1913 in Heidelberg; vollständiger Name: Georg Paul Max Dittrich) war ein deutscher Chemiker und Hochschullehrer.
Er studierte Naturwissenschaften an der Universität Leipzig, der Ludwig-Maximilians-Universität München, der Georg-August-Universität Göttingen und der Ruprecht-Karls-Universität Heidelberg, unter anderen bei Victor Meyer und Karl Friedrich von Auwers. An der Heidelberger Universität wurde er 1890 zum Dr. phil. promoviert und arbeitete anschließend als wissenschaftlicher Assistent im Chemischen Laboratorium. Später war er an der Großherzoglich Badischen Geologischen Landesanstalt in Heidelberg tätig und widmete sich insbesondere dem Studium der Nahrungsmittelchemie. Die Approbation als Nahrungsmittelchemiker erhielt er 1895, zwei Jahre später wurde er in Heidelberg mit einer Untersuchung des Heidelberger Wassers habilitiert. 1903 wurde er als Nachfolger von August Bernthsen und Julius Wilhelm Brühl als außerordentlicher Professor für Chemie an die Ruprecht-Karls-Universität Heidelberg berufen und war dort außerdem Leiter des Chemischen Laboratoriums. Er arbeitete auf dem Gebiet der analytischen Methodik.

## Schriften
- Über die Struktur der Oximidogruppe in den isomeren Benziloxime.
- Anleitung zur Gesteinsanalyse. Veit & Comp., Leipzig 1905.
- Chemisches praktikum für Studierende der Naturwissenschaften. Carl Winters Universitätsbuchhandlung, Heidelberg 1908.